# كولا دي مونو
كولا دي مونو أو كوليمونو (ويعني حرفياً، ذيل القرد) هو مشروب تقليدي تشيلي يتم تقديمه عند قرب حلول أعياد الميلاد.  وهو مشابه للكوكتيل الأبيض الروسي.
على الرغم من وجود أنواع عديدة لهذا المشروب، إلا انه يتكون بشكل أساسي من مشروب اغواردينتي (براندي)، وحليب، وسكر، وقهوة، وقرنفل. ومن الممكن إعداد نسخة بسيطة منه من دون كحول.

## أصل التسمية
هناك العديد من النظريات حول أصل تسمية هذا المشروب. فبما أن هذا المشروب كان يُنتج في المنازل، فقد كان يُعبأ في زجاجات تحمل علامة شركة أنيس ديل مونو الإسبانية وهي عبارة عن صورة لذيل قرد، وبمرور الوقت تم تحريف الكلمة لتصبح كولا دي مونو.
 أما النظرية الأكثر مقبولية فتتعلق بالرئيس التشيلي بيدرو مونت الذي حكم تشيلي بين عامي 1906 و 1910، والذي كان يلقب بـ «إل مونو مونت» أو مونت القرد. ففي إحدى الأمسيات كان الرئيس مونت مدعواً إلى حفل، وكانت الأمطار تهطل بغزارة، وحينما قرر الرئيس المغادرة طلب تسليمه مسدسه الخاص كولت الذي كان يحمله معه، ولأن المحتفلين كانوا مُصرين على عدم مغادرة الرئيس في هذه الاجواء، فقد إدعوا أنهم لم يعثروا على المسدس وواصلوا الاحتفال معه، وعندما نفذ المشروب قاموا بمزج الاغواردينتي (براندي) والسكر وأضافوه إلى إبريق يحتوي على القهوة والحليب، وعندما اكتشفوا بأن المشروب جيد قاموا بتسميته كولت مونت إشارة إلى حادثة مسدس الرئيس، وعندما أصبح المشروب شعبياً تم تحريف التسمية إلى كولا دي مونو. 

## وصلات خارجية
إعداد مشروب كولا دي مونو